# Бидловський Давид Васильович
Давид Васильович Бидловський (рос. Давид Васильевич Бидловский; нар. 22 січня 1999, Суми, Україна) — російський футболіст українського походження, півзахисник клубу «Форте» (Таганрог).

## Життєпис
Вихованець академії московського «Динамо» імені Льва Яшина. Після випуску грав за дублюючі склади «Афіпса» та «Оренбурга». Весною 2019 року був орендований краснодарським «Урожаєм», за який провів один матч у першості ПФЛ. За основну команду ФК «Оренбург» в прем'єр-лізі дебютував 5 липня 2020 року в виїзному матчі проти «Рубіна», вийшовши на 65-й хвилині замість Едварда Готліба. 
Наприкінці 2020 року перейшов в оренду до клубу «Акрон» (Тольятті).
З січня 2022 року — гравець клубу «Форте» (Таганрог).